# Mondomix

Mondomix est un magazine en ligne, créé le 21 mars 1998, s'intéressant aux musiques du monde.
Mondomix a reçu une mention honorable dans la catégorie thème libre du prix web 1999 de l'Unesco.